# كليمنس أرنولد
كليمنس أرنولد (بالألمانية: Clemens Arnold)‏ هو لاعب هوكي الحقل ألماني، ولد في 31 يناير 1978 في ملبورن في أستراليا.

## وصلات خارجية
- كليمنس أرنولد على موقع أوليمبيديا (الإنجليزية)